# Fest
Fest je název používaný v německy mluvících zemích pro skupinu fortů tvořící uzavřenou taktickou jednotku s možností samostatné obrany vkomponovanou do původního systému fortového věnce místo původních ryze samostatných fortů. Jednalo se o pokročilejší prvek v tzv. fortovém systému opevňování. Stejně jako samostatný fort měl fest za účel vzdalovat obléhací linii a podporovat okolní objekty fortového věnce. Jeho přínos spočíval v tom, že na určených místech věnce nahradil méně výkonné jednotlivé forty.
Fest se obvykle stavěl na vyvýšených místech. Jeho součástí mohly být permanentní, nebo dočasné forty a také dělostřelecké baterie. Fest byl uzavřen ze všech stran a byl schopen samostatné obrany, což bránilo odstřelování ze všech úhlů. Vynález festu souvisí především s vývojem dělostřelectva. Byla používána děla s drážkovanou hlavní, která měla čím dál větší dostřel. Proto bylo nutné nepřítele ještě vzdalovat od pevnostního jádra.
Na českém území měly být festy vybudovány jen v Olomouci, kde z nich vznikl pouze fort v Radíkově (fest Svatý Kopeček).